# Герб Балти
Герб Балти — офіційний символ Балти, затверджений рішенням сесії Балтської міської ради 21 липня 2011 року.

## Опис
На синьому щиті золотий сніп пшениці, поверх якого кадуцей у стовп. Щит обрамлено золотим декоративним картушем та увінчано срібною міською короною.